# Incidente de los crucigramas de The Daily Telegraph
En 1944, varios nombres en clave relacionados con el Día D aparecieron como soluciones a los crucigramas del periódico británico The Daily Telegraph, levantando sospechas entre el Servicio de Inteligencia Secreto del Reino Unido ante lo que se trataba de un intento de espionaje.

## Antecedentes
Leonard Dawe, profesor de escuela y colaborador habitual de The Daily Telegraph, creó estos crucigramas en su casa de Leatherhead. Dawe era el director de la Escuela Strand, que había sido evacuada a la localidad de Effingham, Surrey. Junto a la escuela había un campamento militar con tropas estadounidenses y canadienses que se preparaban para el desembarco de Normandía, y como la seguridad alrededor del campamento era laxa, había contacto sin restricciones entre escolares y soldados. Algunas de las conversaciones de los militares, incluidas las palabras clave del Día D, pudieron haber sido escuchadas y aprendidas por algunos de los escolares.
Dawe había desarrollado el hábito de ahorrar tiempo de trabajo compilando palabras llamando a los alumnos a su estudio para llenar los espacios en blanco de los crucigramas con términos propuestos por ellos mismos; luego Dawe proporcionaría pistas para adivinar dichas palabras. Como resultado, ciertos términos relacionados con la guerra, incluidos esos nombres en clave, entraron en los crucigramas. Dawe confesó más tarde que en ese momento no sabía que esas palabras eran códigos militares.
El 18 de agosto de 1942, un día antes de la batalla de Dieppe, "Dieppe" apareció como respuesta en el crucigrama de The Daily Telegraph del día 17 de agosto, con la pista de "puerto francés", provocando una alarma de seguridad. La Oficina de Guerra sospechó que el crucigrama se había utilizado para transmitir información confidencial al enemigo y llamó a Lord Tweedsmuir, entonces un alto oficial del servicio de inteligencia del ejército canadiense, para que investigara el crucigrama. Tweedsmuir, quien era hijo del escritor John Buchan, comentó más tarde: «Nos dimos cuenta de que el crucigrama contenía la palabra "Dieppe", y hubo una investigación inmediata y exhaustiva que también involucró al MI5. Pero al final se concluyó que era solo un notable coincidencia: una completa casualidad».

## Alarma por el Día D
En los meses previos al Día D, aparecieron como soluciones a los crucigramas de The Daily Telegraph las palabras "Gold" y "Sword" (nombres en clave para dos de las playas asignadas a los británicos en el desembarco) y "Juno" (nombre en clave de la playa del Día D asignada a Canadá), pero estas eran palabras bastante comunes en los crucigramas y se trataron como meras coincidencias. No obstante, más palabras en clave relacionadas con el Día D siguieron apareciendo en los crucigramas del periódico:
- 2 de mayo de 1944: "Utah" (17 horizontal, con la pista de "Uno de los Estados Unidos"): nombre en clave asignado a la playa en la que la 4.ª División de Infantería estadounidense iba a desembarcar (Playa de Utah).
- 22 de mayo de 1944: "Omaha" (3 vertical, con la pista de "Piel roja del río Misuri"): nombre en clave asignado a la playa en la que la 1.ª División de Infantería estadounidense iba a desembarcar (Playa de Omaha).
- 27 de mayo de 1944: "Overlord" (11 horizontal, con la pista de "[común]... pero algún pez gordo como este ha robado parte de él a veces [sic]"): nombre en clave asignado a la operación del Día D (Operación Overlord).
- 30 de mayo de 1944: "Mulberry" (11 horizontal, con la pista de "Este arbusto es un centro de revoluciones infantiles"): nombre en clave asignado a los puertos artificiales construidos para la descarga de materiales (Puerto Mulberry).
- 1 de junio de 1944: "Neptune" (15 vertical, con la pista de "Britannia y él poseen la misma cosa"): nombre en clave para la fase naval inicial del Día D (Operación Neptuno).

## Investigación
El MI5 actuó ante las sospechas por espionaje y arrestaron a Dawe y a otro colega, el también creador de crucigramas Melville Jones. Ambos fueron interrogados intensamente, pero se decidió que eran inocentes, aunque Dawe casi pierde su trabajo como director. Posteriormente, Dawe le preguntó al menos a uno de los niños (Ronald French) de dónde había sacado esas palabras en clave, y se alarmó al encontrar varios términos asociados a la operación militar escritos del cuaderno del niño. Dawe ordenó que se quemara el cuaderno y le ordenó al niño que jurara sobre la Biblia no desvelar dicha información confidencial. Se dijo públicamente que la filtración de los nombres en clave fue una coincidencia. Dawe mantuvo su interrogatorio en secreto hasta que lo relató en una entrevista con la BBC en 1958.

## Consecuencias
En 1984, cuando se iba a celebrar el cuadragésimo aniversario del Día D, se recordó al gran público el incidente de los crucigramas de The Daily Telegraph, motivando una nueva investigación por parte de los servicios de inteligencia británicos para encontrar cualquier nombre en clave relacionado con la Guerra de las Malvinas en los crucigramas de The Daily Telegraph; no se encontró ninguno.
Una versión ficticia de la historia apareció en el episodio "The Mountain and the Molehill" de la primera temporada de la serie antológica de la BBC One Screen One, emitida por primera vez el 15 de octubre de 1989. Escrita por David Reid y dirigida por Moira Armstrong, estaba protagonizado por Michael Gough como Mr Maggs, un director de escuela basado en Leonard Dawe. Otra versión ficticia apareció en el libro infantil noruego del escritor Tor Arve Røssland titulado Kodeord Overlord ("Nombre en clave Overlord", 2019) con el personaje del director Cross también inspirado en Dawe.
El libro de Richard Denham Weird War Two cuestiona la veracidad del relato aceptado: «En un país tan paranoico hasta el punto de rozar la obsesión, donde "las conversaciones descuidadas cuestan la vida", ¿qué tan factible es que los escuadrones hayan conocido esos códigos, hablado abiertamente sobre ellos y que los escolares habrían encontrado los nombres aleatorios tan convincentes como para pasárselos, sin saberlo, a Dawe?».